# European Journal of Cancer
L'European Journal of Cancer, abbreviato anche come EJC o Eur. J. Cancer, è una rivista medica sottoposta a revisione paritaria e dedicata alla ricerca sul cancro in ambito di oncologia sperimentale, oncologia clinica (medica, pediatrica, radioterapica, chirurgica), epidemiologia e prevenzione del cancro. È la rivista ufficiale dell'European Organisation for Research and Treatment of Cancer (EORTC) e della European Society of Breast Cancer Specialists (EUSOMA). Il caporedattore è Alexander M. M. Eggermont.
Nel 2021, il Journal Citation Reports ha attribuito all'European Journal of Cancer un fattore di impatto pari a 10,002, classificandolo come 21° su 220 riviste nella categoria ricerca sul cancro e al 26º posto su 369 riviste nella categoria oncologica nello SCImago Journal Rank.